# もへろん
もへろん（1985年1月5日 - ）は、彦根市キャラクターひこにゃんの作者。株式会社もへろんスタジオ代表取締役社長、本名は櫻井瑛。大阪府出身。打表作はひこにゃん公式ライバル〈わるにゃんこ将軍〉や京都タワーキャラクター〈たわわちゃん〉などがある。2024年4月に2025大阪・関西万博公式キャラクター〈ミャクミャク〉〈ひこにゃん〉〈わるにゃんこ将軍〉3キャラでのコラボレーションイラストを発表。

## 人物
- 主にキャラクター作家として活動し、様々なイメージキャラクターを生み出している。代表作品の一つであるひこにゃんは、彦根城築城400年祭実行委員会が所有権、著作権などの一切の権利をイベント企画会社から100万円で買い上げていたが、400年祭終了後の商標使用中止などを彦根市と同実行委員会に求めるとともに、2007年11月6日、調停申立書を彦根簡裁に提出した。同年12月4日に民事調停が成立したものの、その後類似キャラクターの製造・販売の差し止めや著作者人格権などを巡って訴訟が続き、2012年11月、大阪地裁により和解が成立した。
- この裁判の影響でひこにゃんとの対面は誕生から15年以上にわたって行われず、メディアに登場することも実現していなかったが、2021年7月7日に行われた彦根市との共同記者会見において、同市市長の和田裕行からの要望を受けて、初めて公の場に登場し、ひこにゃんとの対面も実現した[2][3]。

## ひこにゃん絵本シリーズ
ひこにゃんを主人公とする絵本「ひこにゃん絵本　ひこねのよいにゃんこのおはなし」が、文・絵　もへろん名義で2007年1月に出版されたが、2007年11月に刊行された第2弾は「ひこねのよいにゃんこ絵本」シリーズとなっており、その中で「ひこにゃん」という名称は使われていない。第1弾を含め、出版に際して彦根市ならびに彦根城築城400年祭実行委員会からの許諾は得ていないとされ、2009年7月28日、彦根市は市内の業者に「ひこねのよいにゃんこ」関連のグッズの中止販売を求めた。

## もへろんと「ひこにゃん」
もへろんによる作品は「かぶとねこ」と呼ばれていたコンペ当選イラスト3点のみであり、「ひこにゃん」という愛称は、イラスト発表後に公募で集まった中から決定された。

## 作品

### イラスト・挿絵
- ひこにゃん（国宝・彦根城築城400年祭）・(井伊直弼と開国150年祭)イメージキャラクター
- ぴょんちゃん・のんちゃん（阪急電鉄ハイキング）イメージキャラクター
- たわわちゃん（京都タワー）イメージキャラクター
- よしぼう＆よしちまきちゃん（CLEAN GATE）イメージキャラクター
- （天満天神繁昌亭）イメージキャラクター
- ひこねのよいにゃんこ

### 絵本
- ひこにゃん絵本　ひこねのよいにゃんこのおはなし（サンライズ出版）
- ひこねのよいにゃんこ絵本　よいにゃんことどろちゃんのおはなし（サンライズ出版）